# Phoxinellus pstrossii
Delminichthys ghetaldii là một loài cá vây tia thuộc họ Cyprinidae.
Loài này có ở Bosnia và Herzegovina.